# Dwór w Grzybowie
Dwór w Grzybowie – dwór położony w południowej części wsi grzybowo zwanej Rabieżyce, w powiecie wrzesińskim, w województwie wielkopolskim. Ulokowany w odległości 7 km od Wrześni. W bliskiej odległości od dworu znajduje się zabytkowy park o powierzchni 0,9 ha.

## Opis
Dwór został zbudowany na początku XIX wieku. Dwór swój dzisiejszy, eklektyczny kształt zawdzięcza przebudowie z przełomu XIX i XX wieku. Parterowy, z gankiem o czterech kolumnach dźwigających taras pierwszego piętra, nad którym obszerna wystawka. Dwór został wybudowany w okresie koniunktury gospodarczej XIX wieku, w miejscu dotychczasowego staropolskiego dworu. 

## Historia
Grzybowo to gniazdo wielkopolskiej rodziny Grzybowskich, do których należało w XV wieku. W XVIII wieku stanowił własność Trąpczyńskich, a w wieku XIX - na zasadzie kolokacji - Trąpczyńskich, Błociszewskich i Lutomskich. W rękach tych ostatnich pozostawało aż do okresu międzywojennego. W  1930 Grzybowo-Rabieżyce należało do Stefana Lutomskiego. Majątek w 1926 liczył 288 hektarów.

## Galeria

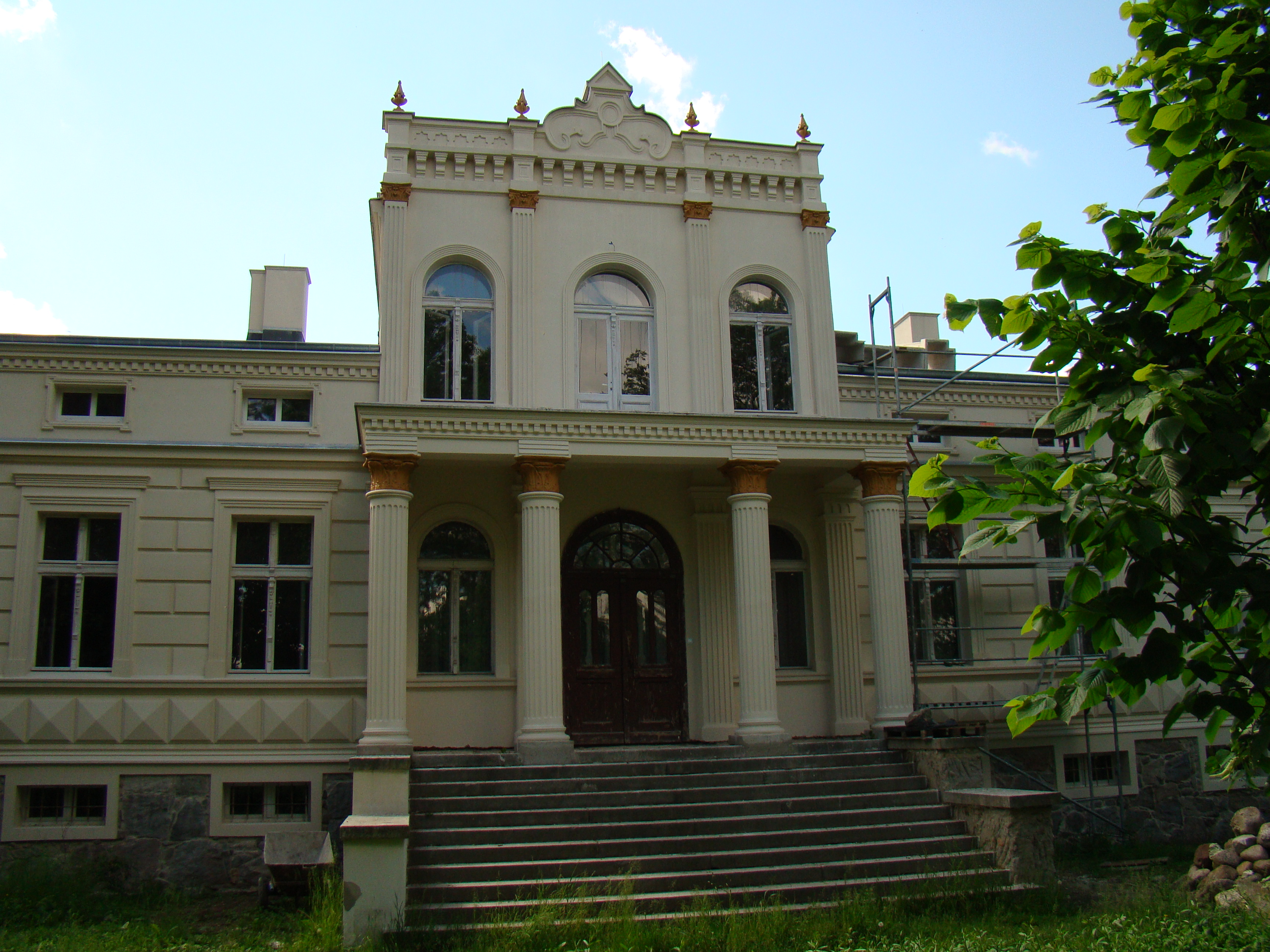
Widok od strony północnej
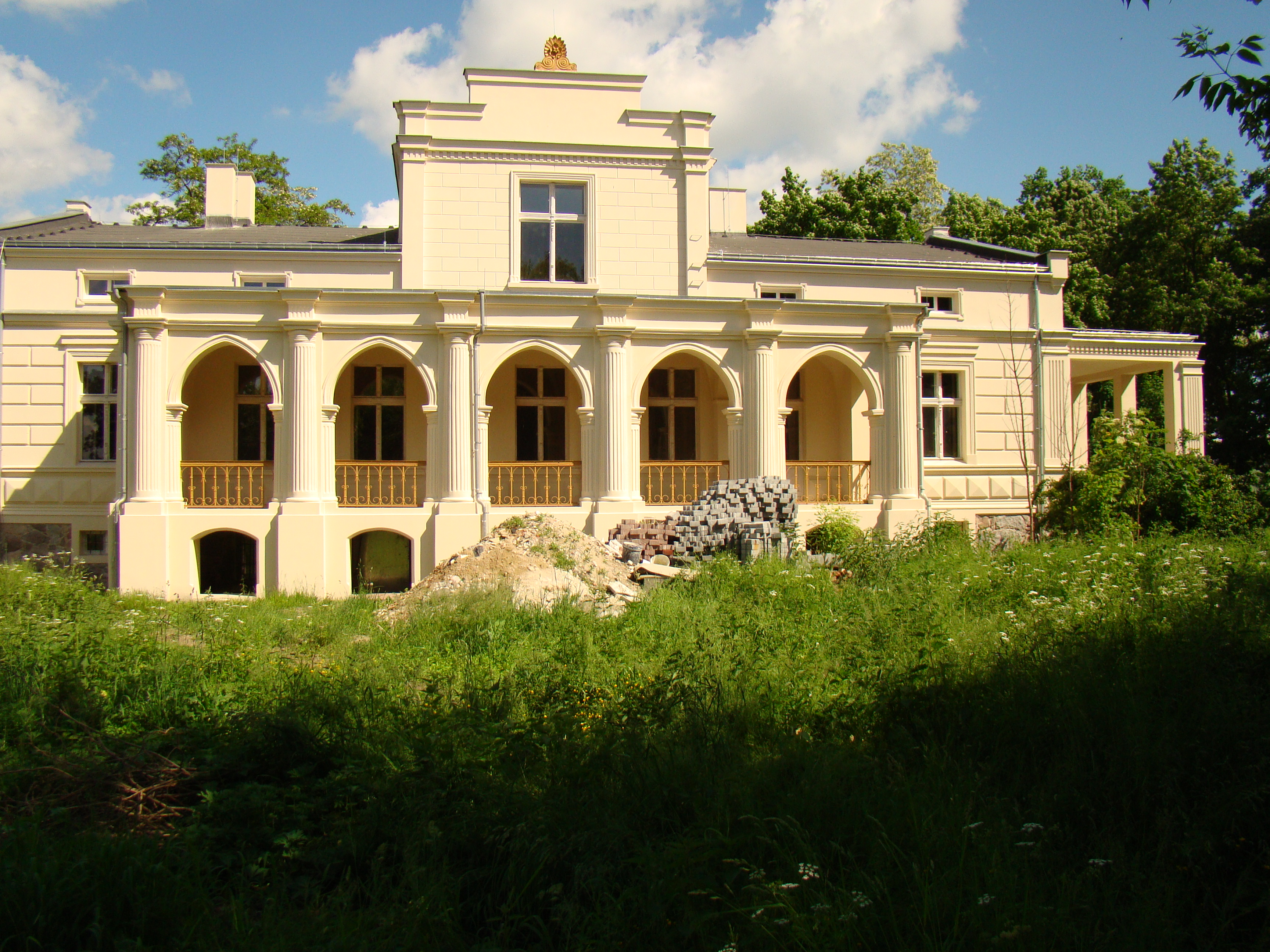
Widok od strony południowej
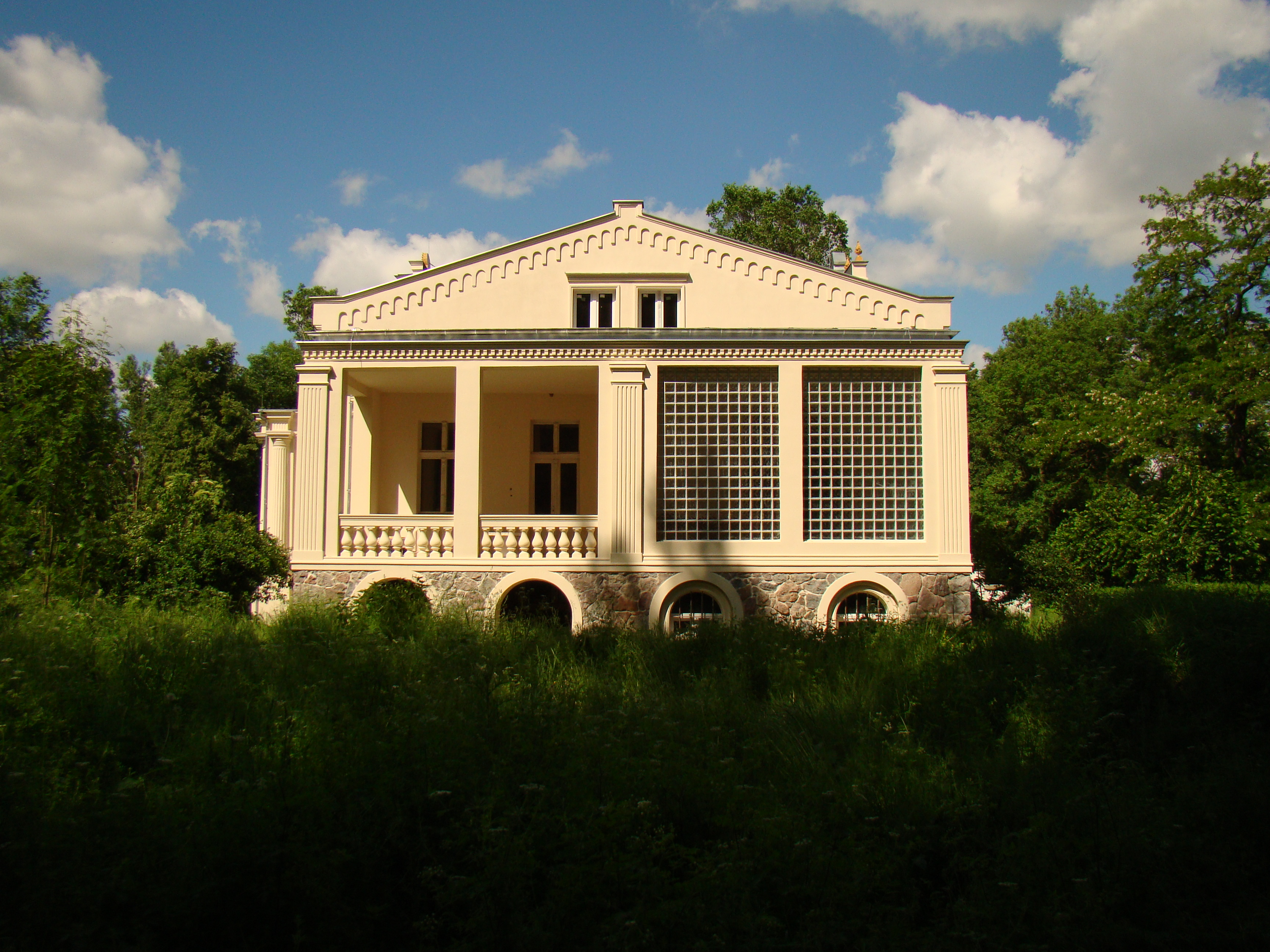
Widok od strony zachodniej
Grafika wektorowa dowru